# Rayleigh-szórás

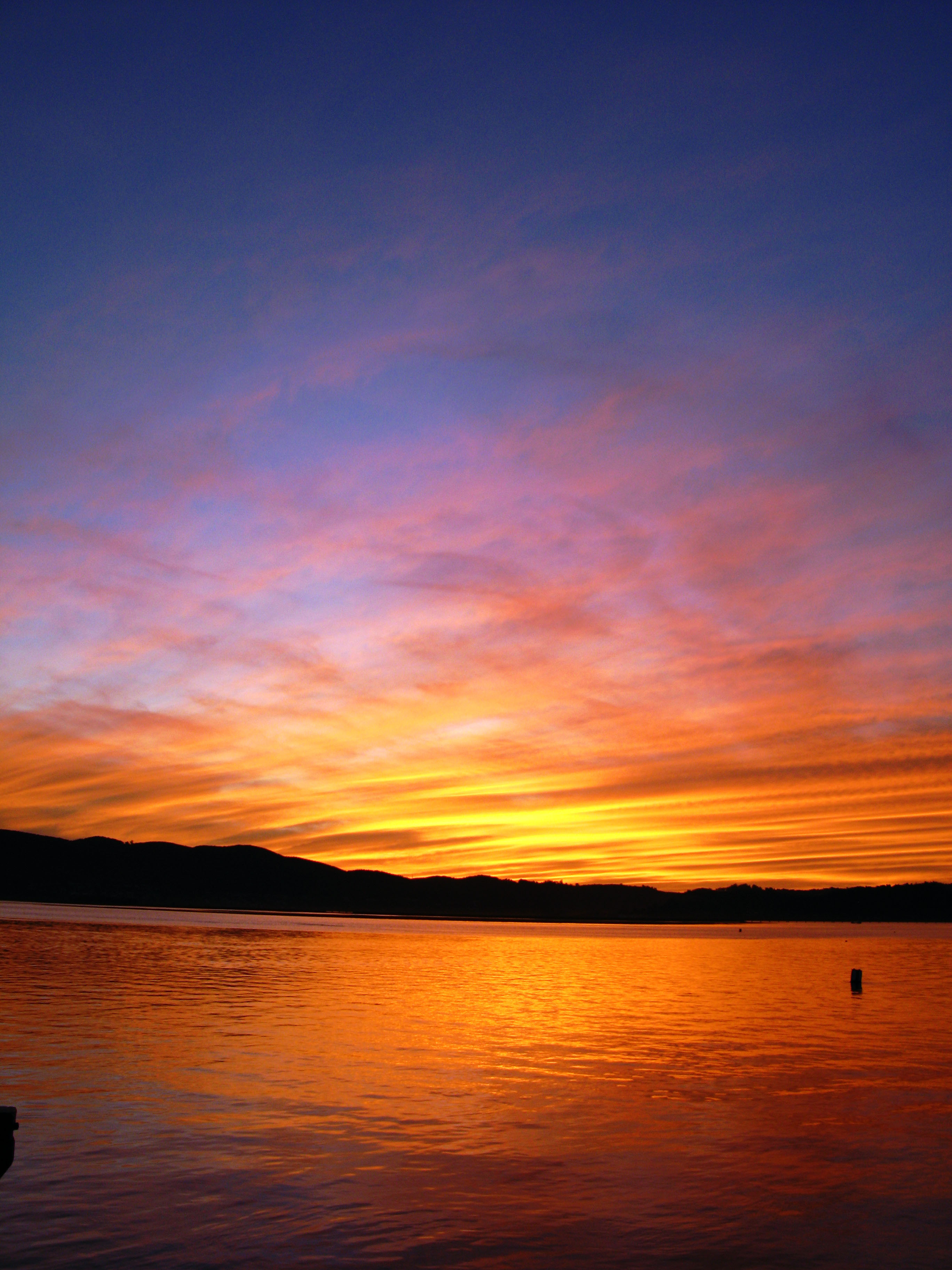
Az égbolt színének változását naplemente idején a Rayleigh-szórás okozza. A Nap közelében vöröses, tőle távolabb kékes színű. A felhők szürke, illetve fehér színét a fény hullámhosszához képest nagyobb méretű vízcseppeken történő Mie-szórás okozza.

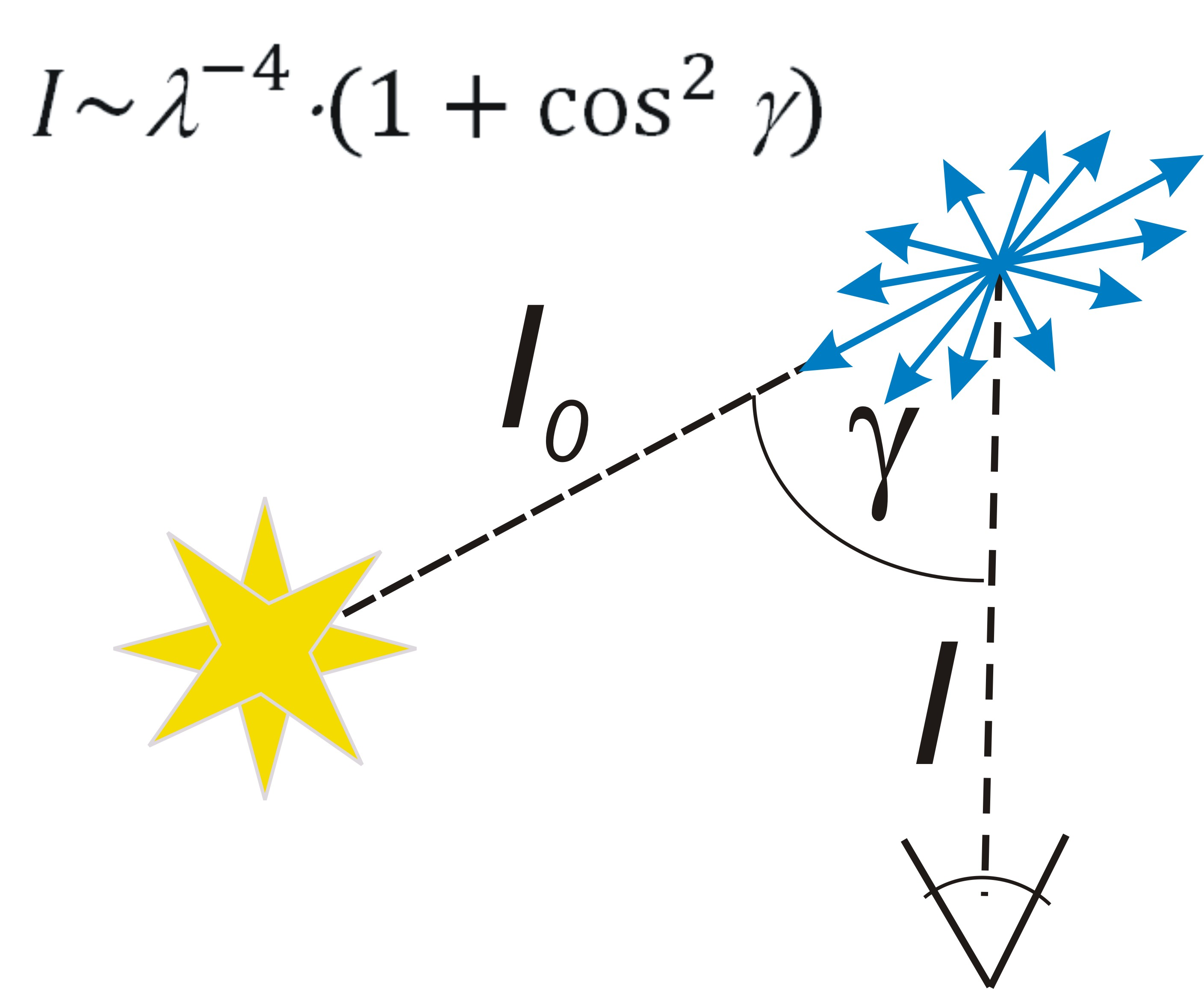
A Rayleigh-szórás szögtől függő intenzitásváltozása

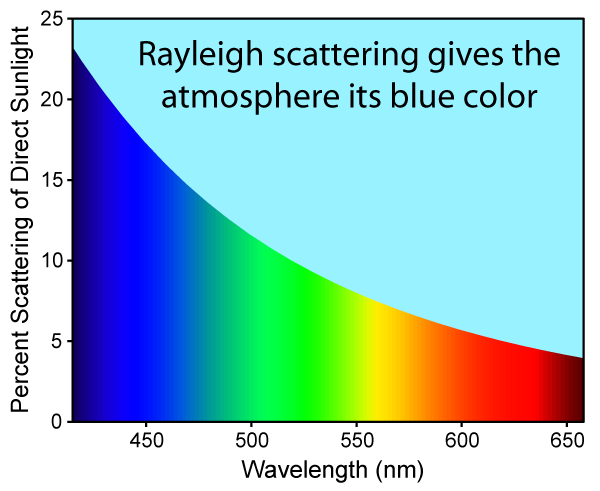
A légkörön áthaladó napfényből a kék színű fény nagyobb mértékben szóródik, mint a vörös.

A Rayleigh-szórás (ejtsd: /reɪli/, [réjli]) egy olyan fizikai jelenség, ami akkor lép fel, ha a fény a hullámhosszánál sokkal kisebb méretű részecskéken szóródik. A róla elnevezett jelenség magyarázatát Lord Rayleigh adta meg.

## A jelenség lényege
A klasszikus elektrodinamikai magyarázat szerint az átlátszó közegen áthaladó fény időben oszcilláló elektromos tere az atomok illetve molekulák, mint szóró centrumok töltéseire hatva polarizálja azokat, és ezek a kicsiny dipólusok elektromágneses sugárzást bocsátanak ki. A fény és a részecskék kölcsönhatása egy rugalmas szórás, így egy ugyanolyan frekvenciájú sugárzást figyelünk meg, aminek a tulajdonságait a hullámhossz és a részecskék méretének egymáshoz való viszonya határozza meg.
A hullámhossznál sokkal nagyobb méretű részecskéken való szórás a geometrikus szórás, az összemérhető méretűn pedig a Mie-szórás. 
A Rayleigh-szórás esetén a centrumok mérete jóval kisebb – legfeljebb tizede – a fény hullámhosszánál. A teljesen véletlenszerűen elhelyezkedő elemi dipólusok által kisugárzott elektromágneses hullámok fázisa véletlenszerűen különbözik egymástól, az eredményül kapott sugárzás inkoherens. A szórt fény intenzitása erősen függ a megfigyelés szögétől és a hullámhossztól. A szórt fény I intenzitása a következő összefüggéssel írható fel, ha a beeső λ hullámhosszú, I0 intenzitású fény nem polarizált, és a gömb alakúnak feltételezett, d átmérőjű részecskékből álló, átlátszó n törésmutatójú közegen a beeső irányhoz képest {\displaystyle {\gamma }} szögben szóródik, és a szóró részecskétől való távolság R:
{\displaystyle I=I_{0}{\frac {1+\cos ^{2}\gamma }{2R^{2}}}\left({\frac {2\pi }{\lambda }}\right)^{4}\left({\frac {n^{2}-1}{n^{2}+2}}\right)^{2}\left({\frac {d}{2}}\right)^{6}}
A Rayleigh-szórás hatáskeresztmetszetét a következő szerint lehet kifejezni:
{\displaystyle \sigma _{\text{s}}={\frac {2\pi ^{5}}{3}}{\frac {d^{6}}{\lambda ^{4}}}\left({\frac {n^{2}-1}{n^{2}+2}}\right)^{2}}
Mivel a Rayleigh-szórásban a fény elektromos terének hatására indukált dipólmomentum játszik szerepet, az elektromosan izotrop közegben lejátszódó szórás esetén a szórt fény intenzitására vonatkozó összefüggést a molekulák α polarizálhatóságával is felírhatjuk:
{\displaystyle I=I_{0}{\frac {8\pi ^{4}\alpha ^{2}}{\lambda ^{4}R^{2}}}(1+\cos ^{2}\gamma )}
A szórt fény intenzitása tehát a hullámhossz negyedik hatványával fordítottan arányos. Ez az erős hullámhosszfüggés azt jelenti, hogy a rövidebb hullámhosszú fény sokkal jobban szóródik, mint a vörös. A megfigyelés szögétől függő szórt fényintenzitás – az összefüggésben szereplő koszinuszos tagból látszódóan – a beeső fényre merőleges irányban, azaz 90°-os szögben a legkisebb, fele akkora, mint a beesés irányában.

## A kék ég és a lemenő nap vöröses fénye
Ilyen fényszórás történik a levegőben lévő molekulákon, tehát a napfény spektrumából a légkör molekuláin a kék színű komponensek szóródnak a leghatékonyabban, azaz a szórt sugárzásban a rövidebb hullámhosszú komponensek intenzívebbek. Ugyanolyan intenzitású beeső fény esetén például a 400 nm-es hullámhosszú komponens 9,4-szer intenzívebb, mint a 700 nm-es. Az ég kék színe tehát a Rayleigh-szórással magyarázható.
A horizont közelében lévő Nap esetén a megfigyelő szeméig éppen a kék komponensek nagyobb mértékű kiszóródása miatt leginkább a vörös komponensek jutnak el, ezért a lemenő napot vörösesnek látjuk. Ugyanilyen okból használunk a figyelem felkeltésére piros színű lámpákat az autókon, és egyéb járműveken is, hiszen a piros fény kevésbé szóródik szét.

## A szórt sugárzás mint zavaró háttér
A fényszórásból származó háttér gyakran zavaró. A lumineszcencia méréseknél a gerjesztő fény hatására a mintából a várt lumineszcencia jelen kívül – a gerjesztéssel megegyező hullámhosszon – a sokkal nagyobb intenzitású szórás is megjelenik. A fluoriméterekben ennek csökkentésére, a megfelelő hullámhosszválasztáson kívül – a szórás irányfüggését kihasználva – sok esetben úgynevezett oldalirányú megfigyelést alkalmaznak. Amikor is a detektor ág a gerjesztő fényre merőleges irányban helyezkedik el, így a lehető legkisebb a Rayleigh-szórásból származó háttér. 

## A szórás szerepe a kontrasztban
Meg kell jegyezni, hogy a Rayleigh által a látható fény kapcsán felfedezett szórási jelenség nem csak az emberi szem számára látható sugárzásoknál lép fel, így a Rayleigh-szórással a sokkal rövidebb és sokkal hosszabb hullámhosszú elektromágneses sugárzásokat felhasználó képalkotásban is számolni kell. A képalkotó eljárásoknál két fontos paraméter határozza meg a kép minőségét: a felbontás és a kontraszt. Az előbbit az elhajlás korlátozza, ezért a felbontás növelése érdekében érdemes minél rövidebb hullámhosszú sugárzást alkalmazni. Ekkor azonban erősen nő – hullámhossz negyedik hatványával fordított arányban – a szórásból származó háttér intenzitása, ami a megfigyelhetőséget meghatározó kontrasztot csökkentő tényező. A kontraszt növelése szempontjából tehát a hosszabb hullámhosszú sugárzásokat alkalmazó képalkotó eljárások az előnyösek. A rövidebb hullámhosszú röntgensugárzás felhasználásával jobb felbontás, de a hosszabb hullámhosszú terahertzes sugárzással illetve a rádióhullámokkal megvalósított MRI-vel jobb kontraszt érhető el.